# Элиаде-Рэдулеску, Ион
Ио́н Элиаде-Рэдуле́ску (рум. Ion Heliade-Rădulescu, 6 января 1802, Тырговиште, Валахия — 27 апреля 1872, Бухарест, Румыния) — выдающийся румынский поэт, просветитель и общественный деятель, один из основателей и первый президент Румынского университета. Он является одним из главных инициаторов перевода старорумынской кириллической графики на латиницу.
Занимался развитием образования и языка, автор первой румынской грамматики, писал учебники, издавал одну из первых газет Валахии — «Курьерул ромынеск» (с 1829 г.), содействовал основанию национального театра, переводил и популяризировал французскую классическую литературу. Его деятельность на ниве литературы и культуры в целом способствовала становлению национального самосознания. Входил во Временное правительство во время революции 1848 года, где занимал компромиссную позицию примирения с крупным боярством.
После поражения революции эмигрировал, вернулся в Румынию в 1854 году, во время событий 1866 года вошел в учредительное собрание.
Среди произведений — национальный эпос о валашском князе Михаиле Храбром («Mihaida», 1846) .
Ион Элиаде-Рэдулеску оказал большое влияние на становление в литературе Цезаря Болиака.